# カーティス (水上機母艦)
カーティス（USS Curtiss, AV-4）は、アメリカ海軍のカーティス級水上機母艦の一番艦。 
アメリカ海軍初の特設艦艇ではない、初めから専用として建造された水上機母艦。この船は日本海軍の水上機母艦秋津洲と同じく長距離哨戒を行う飛行艇部隊に整備、修理、補給、および指揮施設を提供することを目的としていた。この艦は、前線において基地として運用することを意図していたため重武装であり、水上機部隊を前方地域で数か月間運用し続けるために必要なすべての設備を備えていた。

## 艦歴
1940年4月20日にニュージャージー州カムデンのニューヨーク造船所においてH・S・ウィーラー夫人の立ち会いの下進水し、1940年11月15日にS・P・ジンダー中佐の指揮下就役した。 

### 第二次世界大戦
「カーティス」は、1941年の春までノーフォークおよびカリブ海で訓練を行った。5月26日にハワイの真珠湾へ向けて出発し、現地に於いて警備船部隊と2つの哨戒爆撃飛行隊を担当した。10月15日から11月9日まで、「カーティス」はウェーク島の駐屯軍を補強するために、飛行機の乗員と貨物の輸送任務を行った。 
12月7日8時36分、「カーティス」は真珠湾内において日本海軍の小型潜水艦の雷撃を受けるが、魚雷は外れた。この潜水艦は駆逐艦「モナハン」による体当たりと爆雷によって沈められた。その後、「カーティス」は日本海軍の艦載機部隊の攻撃により損傷を負い、19名が死亡した。
完全修理と損傷したクレーンの20mm砲への換装のため「カーティス」はサンディエゴへ向かった。それは4日で完了し、「カーティス」は1942年1月13日に真珠湾に戻ると6月までサモア、スバ、ヌメアの基地への兵士と補給品の輸送任務についた。 
1942年6月2日に真珠湾を出発した「カーティス」は、6月16日から8月4日までヌメアで南太平洋海軍航空隊の旗艦を務め、それから1943年7月9日まで水上機母艦、旗艦、ソロモン諸島で活動する駆逐艦や小型艦艇の工作艦および補給艦を務めた。
サンフランシスコでのオーバーホール後、11月7日にエリス諸島のフナフティに到着し、1943年12月29日までフナフティを拠点とし、その後タラワ（1943年12月31日-1944年3月8日）、クェゼリン（3月10日-6月26日）、エニウェトク（6月27日-8月9日）、サイパン（1944年8月12日-1945年1月1日）、グアム（1月2日-2月7日）の順に各地を転戦。 
「カーティス」はサンフランシスコでの修理の後、1945年5月22日に沖縄に着き第1艦隊航空団の旗艦となった。6月21日、「カーティス」は特攻機の突入を受け、死者35名、負傷者21名を出した。「カーティス」はダメージコントロールにより沈没はまぬがれ、メア・アイランド海軍造船所へ向かった。

### 戦後
西太平洋で艦隊に復帰した「カーティス」は、1945年12月5日に沖縄で第1艦隊航空団の指揮官（第75任務部隊の指揮官でもある）を乗せた。1947年3月8日までに台湾海峡の哨戒艦隊とともに艦隊演習に参加のほか、周辺基地への人員や物資の輸送任務を行い、中国の青島に何度か訪問した。その後、原子力委員会の科学機器の輸送のために西海岸へ戻った。1948年、「カーティス」はサンドストーン作戦のためにいくつかの核兵器を搭載してエニウェトクに到着した。その後、アラスカ周辺海域での訓練に従事する前に西海岸に戻り、1949年初頭にサンフランシスコに帰還した。
「カーティス」は1949年初頭までアラスカ海域で水陸両用作戦を3週間行い、指揮艦として第1艦隊の旗艦を務めた。「カーティス」は1949年の夏の間、シアトル沖で水陸両用演習を行っていた間、この演習の旗艦を務めた。朝鮮戦争の発生直後「カーティス」はサンディエゴから出航し、1950年7月に大韓海峡でのパトロールに参加し、岩国と呉を拠点に2つのマーティンPBMマリナー飛行隊とイギリス軍のショート サンダーランドの飛行隊を支援した。 1951年1月14日に「カーティス」はサンフランシスコに戻り、科学的研究の拠点として使用できるよう変更を加えた。 
2月23日から6月13日まで「カーティス」はグリーンハウス作戦の旗艦となり、エニウェトクでの核実験において民間人および軍の技術者の拠点となった。「カーティス」はまた気象情報を提供し、小型ボートの拠点として運用された。「カーティス」は1952年9月29日までサンディエゴで作戦に従事し、最初の水素爆弾が爆発したアイビー作戦の核実験中、再び旗艦としてエニウェトクにおいて任務に就いた。12月4日にサンディエゴに戻り、「カーティス」は西海岸を巡航し1953年にメキシコのアカプルコを訪れた。1954年1月10日から5月28日まで中部太平洋でキャッスル作戦に参加した。 
1954年11月〜12月にヘリコプターデッキを装備した「カーティス」は、1955年3月にカリフォルニア沿岸で大規模な水陸両用演習に従事した。1956年3月21日から8月8日まで、エニウェトクにおいてレッドウィング作戦に参加した。その間、海軍副長官が「カーティス」の視察に訪れた。 「カーティス」は、南極越冬隊の隊員と国際地球観測年プログラムに参加する科学者を乗せて1956年12月27日にディープフリーズII作戦のためにサンディエゴを出発した。1957年1月12日から15日までニュージーランドのポートリトルトンを訪問し、1月19日には南極マクマード海峡に入りヘリコプターで砕氷船「グレイシャー（英語）」に貨物を輸送した。1月21日から28日まで、氷棚に人員と貨物を揚陸し、1月30日から2月6日までこれらの作戦をリトル・アメリカ（英語）で継続した。 「カーティス」は大隈湾とスルツバーガー湾に氷上偵察を行ったのち、2月10日にマクマード湾を出発した。「カーティス」はポートリトルトンとニュージーランドのオークランド、オーストラリアのシドニーを訪れ、3月25日にサンディエゴに戻って流氷による損傷の修理を受けた。1957年9月24日に予備役となった。「カーティス」は1963年7月1日に海軍船籍簿から除籍され、1972年2月に解体のために売却された。